# Ralph Northam
Ralph Shearer Northam (Nassawadox, 13 settembre 1959) è un politico e medico statunitense, governatore della Virginia dal 2018 al 2022.

## Biografia
Northam nasce a Nassawadox, in Virginia. Il padre, Wescott Northam, era un giudice di corte per la contea di Accomack, mentre la madre, Nancy Shearer, era un'infermiera. Nel 1981 si laurea in biologia presso il Virginia Military Institute e nel 1984 frequentò la Eastern Virginia Medical School, guadagnandosi il titolo di laurea magistrale.
Dal 1984 al 1992 ha prestato servizio come ufficiale medico dell'esercito degli Stati Uniti. Durante il servizio militare ha conseguito una borsa di studio di neurologia infantile presso il Walter Reed Army Medical Center di Washington. Dopo aver completato otto anni di servizio, Northam lascia l'esercito per esercitare la professione di neurologo pediatrico al Children's Hospital of the King's Daughters di Norfolk.
Dopo l'esperienza militare, decide di intraprendere la carriera politica. Prima di entrare in politica ha inoltre dichiarato di aver votato per George W. Bush sia alle elezioni del 2000 che a quelle del 2004, salvo poi aver dichiarato di essersi pentito della scelta.
Nel 2007 si è candidato con il Partito Democratico per il 6º distretto del Senato della Virginia, dove è stato eletto con 17 000 voti contro il repubblicano Nick Rerras. Venne poi riconfermato nel 2011. Una delle sue prime proposte in qualità di membro del Senato è stata quella di emanare una legge che introducesse il divieto di fumo nei ristoranti di tutta la Virginia. All'inizio tale proposta venne respinta, ma venne fatta approvare un anno dopo dall'allora governatore della Virginia Tim Kaine.
In occasione delle elezioni governative in Virginia del 2013, Northam venne scelto come candidato vicegovernatore dal candidato democratico Terry McAuliffe. Dopo la vittoria di McAuliffe a queste elezioni, Northam venne confermato nuovo vicegovernatore della Virginia l'11 gennaio 2014.
Nel febbraio 2015, a circa un anno dopo aver assunto il ruolo di vicegovernatore, prese già in considerazione l'idea di candidarsi come prossimo governatore dello Stato, soprattutto per il fatto che le leggi della Virginia prevedono che il governatore resti in carica per non più di quattro anni. Dopo aver reso ufficiale la sua candidatura alla fine del 2015, alle primarie democratiche del 2017 prevalse su tutti gli avversari diventando il candidato governatore. Alle elezioni del 7 novembre vince e batte il candidato repubblicano Ed Gillespie con il 53,9% dei voti.
Northam ha assunto la carica di nuovo governatore il 13 gennaio 2018.

## Vita privata
Northam vive nell'Executive Mansion di Richmond.  Lui e la moglie Pam hanno due figli adulti, Wes e Aubrey. Il fratello di Northam, Thomas Northam, è un avvocato  e partner legale del membro del Senato dello Stato della Virginia Lynwood Lewis, che è stato eletto in sostituzione di Northam quando ha rassegnato le dimissioni dal suo seggio al Senato per assumere la carica di governatore.
Northam appartiene a una chiesa battista a Capeville, in Virginia, e funge da vicepresidente della Fort Monroe Authority che sovrintende Fort Monroe, un sito storico della guerra civile in cui il generale dell'Unione Benjamin Butler dette rifugio agli schiavi fuggiti.  Nel suo tempo libero, Northam si diverte a lavorare su auto d'epoca.  Possiede una Oldsmobile del 1953 e una Corvette del 1971.